# Rüdiger Vollborn
Rüdiger Vollborn (Berlim Ocidental, 12 de fevereiro de 1963) é um ex-futebolista alemão que atuava como goleiro.

## Carreira
Vollborn, que havia passado por Traber FC Mariendorf e Blau-Weiß Berlin ainda na juventude, chegou ao Bayer Leverkusen em 1981, também para as categorias de base. Sua estreia como profissional foi em uma partida da Copa da Alemanha pelo time B dos Aspirinas contra o Hertha Berlim, que venceu por 5 a 1. O primeiro jogo do goleiro pela equipe principal foi também na Copa da Alemanha, desta vez enfrentando o Waldhof Mannheim, e novamente terminou com derrota do Leverkusen: 3 a 1 para os Waldhof Buben.
Na Bundesliga, Rudi estreou contra o Bayern de Munique, e também saiu derrotado no final: os bávaros venceram por 2 a 1. Uma semana depois, a primeira vitória do goleiro como atleta profissional, um 3 a 0 sobre o Nürnberg. Em sua carreira, conquistou a Copa da UEFA de 1987–88 e a Copa da Alemanha de 1992–93.
Seguiu como titular absoluto do Leverkusen até a temporada 1994–95, perdendo a posição para Dirk Heinen, e em 1998–99 virou terceiro goleiro após a contratação do polonês Adam Matysek. Sua última partida oficial foi contra o Bayern de Munique, o mesmo rival de sua estreia na Bundesliga, quando o placar estava 2 a 0 para os bávaros, e 1 minuto após a entrada de Vollborn na vaga de Matysek, Ulf Kirsten marcou o único gol do Leverkusen. Somando todas as competições disputadas, foi o 483º jogo disputado pelo goleiro (destes, 401 pela primeira divisão alemã), sendo o recordista de partidas com a camisa dos Aspirinas.
Depois da aposentadoria, virou treinador de goleiros do Bayer Leverkusen, função que exerceria até 2012.

## Carreira internacional
Representou as seleções de base da então Alemanha Ocidental na primeira metade da década de 1980: em 1981, defendeu as equipes Sub-18 e Sub-20, além de ter jogado pela categoria Sub-21 entre 1982 e 1984.
Vollborn nunca jogou pela seleção principal da Alemanha, embora tivesse sido escolhido como terceiro goleiro para a Eurocopa de 1992 e só poderia figurar na lista definitiva em caso de lesão do então titular Bodo Illgner ou de seu reserva Andreas Köpke.

## Títulos
Bayer Leverkusen
- Copa da Alemanha: 1992–93
- Copa da UEFA: 1987–88